# ES Sétif
Entente Sportive Sétifienne, kortweg ES Sétif, is een Algerijnse voetbalclub uit Sétif en opgericht in 1958. De club speelt zijn thuiswedstrijden in het Stade 8 Mai 1945. In december 1988 won ES Sétif de African Cup of Champions Clubs terwijl zij op dat moment in de tweede afdeling speelde. De club mocht namelijk aan deze beker deelnemen als kampioen van het seizoen 1986/87, terwijl de club aan het einde van het seizoen 1987/88 uit de Championnat National 1 degradeerde. In 1988 werd tevens voor de eerste keer in de clubhistorie de CAF Super Cup gewonnen en een jaar later werd het Afro-Asian Club Championship gewonnen door over twee wedstrijden te winnen van Al-Sadd. De club won in 2007 de Arabische Champions League door tegen het Jordaanse Al-Faysali in de uitwedstrijd met 1–1 gelijk te spelen en thuis met 1–0 te winnen. Tevens won de club dat jaar de landstitel. Een jaar later werd de Arabische Champions League opnieuw gewonnen, waarbij de finale dit keer over twee wedstrijden werd gewonnen van Wydad Casablanca. In 2014 werd voor de tweede keer in de clubhistorie de belangrijkste Afrikaanse clubprijs gewonnen, nu onder de naam CAF Champions League: in de finale, die bestond uit een thuis- en uitwedstrijd, werd er gewonnen van AS Vita Club. In 2015 werd tevens voor de tweede keer de CAF Super Cup gewonnen, nadat grootmacht Al-Ahly werd uitgeschakeld.

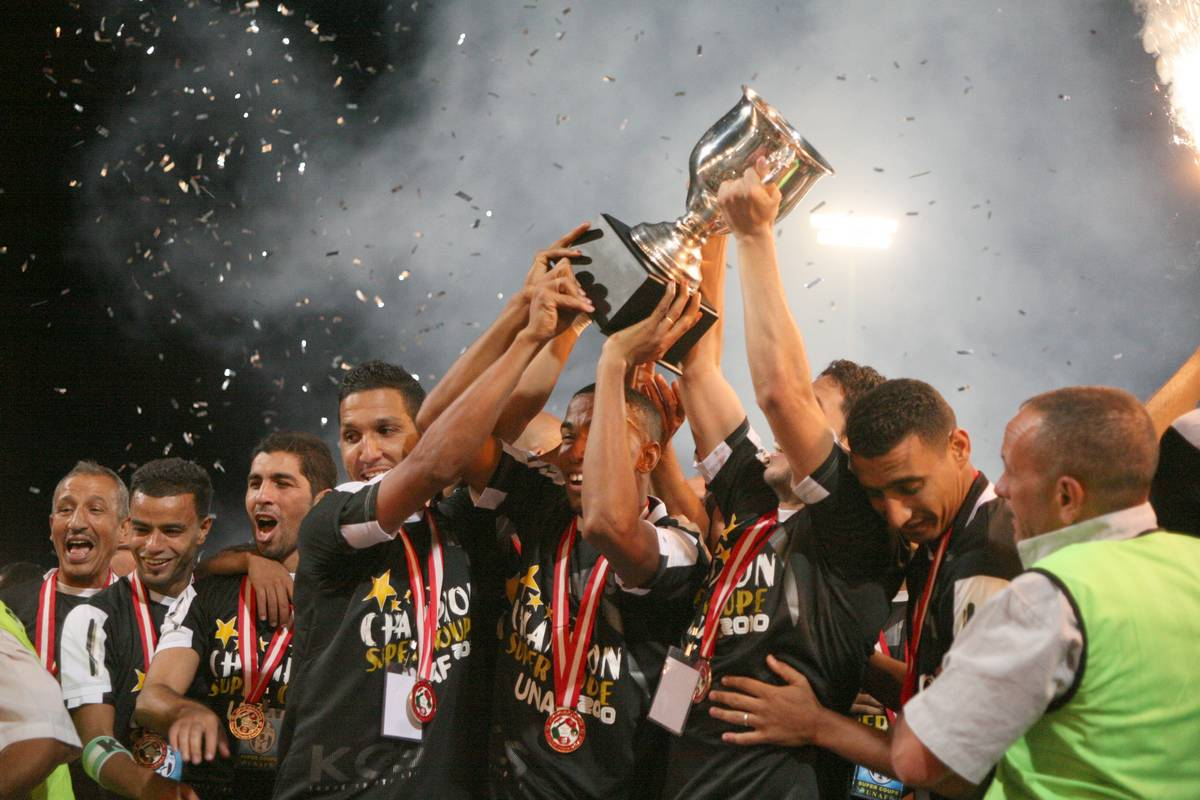
Na winst van de North African Cup Winners Cup in 2010

## Erelijst
Championnat National 1 / Ligue 1
1968, 1987, 2007, 2009, 2012, 2013, 2015, 2017
Coupe d'Algérie
1963, 1964, 1967, 1968, 1980, 1989, 2012
Supercoupe d'Algérie
2015, 2017
African Cup of Champions Clubs / CAF Champions League
1988, 2014
CAF Super Cup
2015
Afro-Asian Club Championship
1989
Arabian Champions League
2007, 2008
North African Cup of Champions
2009
North African Cup Winners Cup
2010
North African Super Cup
2010

## Bekende (oud-)spelers
- Lazhar Hadj Aissa
- Slimane Raho
- Ammar Belhani
- Abdelmalek Ziaya
- Hamibou Djibo
- Lens Annab

ASO Chlef ·
CR Belouizdad ·
CS Constantine ·
ES Sétif ·
HB Chelghoum Laïd ·
JS Kabylie ·
JS Saoura ·
MC Alger ·
MC Oran ·
NA Hussein Dey ·
NC Magra ·
Olympique de Médéa ·
Paradou AC ·
RC Arbaâ ·
RC Relizane ·
US Biskra ·
USM Alger ·
WA Tlemcen ·